# Datia (distrikt)
Datia är ett distrikt i Indien.   Det ligger i delstaten Madhya Pradesh, i den centrala delen av landet, 300 km söder om huvudstaden New Delhi. Antalet invånare är 786 754.
Följande samhällen finns i Datia:
- Datia
- Seondha